# Hydrobiosella mixta
Hydrobiosella mixta är en nattsländeart som först beskrevs av Cowley 1976.  Hydrobiosella mixta ingår i släktet Hydrobiosella och familjen stengömmenattsländor. Inga underarter finns listade i Catalogue of Life.